# Uca burgersi
Uca burgersi är en kräftdjursart som beskrevs av Lipke Bijdeley Holthuis 1967. Uca burgersi ingår i släktet vinkarkrabbor, och familjen Ocypodidae. Inga underarter finns listade i Catalogue of Life.